# Американская история ужасов: Роанок
«Американская история ужасов: Роанок» (англ. American Horror Story: Roanoke) — шестой сезон американского телесериала FX «Американская история ужасов». Премьера сезона состоялась 14 сентября 2016 года, сделав «Роанок» первым в истории сериала, представленным на месяц раньше; финал состоялся 16 ноября 2016 года.
Перед премьерой, один из создателей сериала, Райан Мёрфи, поделился, что шестой сезон будет «более непокорным» и «мрачным» по сравнению с предыдущим «Отелем». Детали о сюжете и актёрском составе держались в секрете до показа первого эпизода сезона.

## Описание
Представленный в качестве паранормального документального сериала под названием «Мой кошмар в Роаноке». История супружеской пары, чьи переживания разыгрываются актерами. Шелби и Мэтт Миллер переехали из Лос-Анджелеса, Калифорния, в дом в Северной Каролине, после жестокого нападения на Мэтта на улице. Мэтт был госпитализирован, и эта ситуация вызвала у Шелби выкидыш. Как только пара переезжает в свой новый дом, странные и паранормальные явления начинают преследовать их.

## В ролях

### Основные
- Кэти Бейтс — Агнес Мэри Уинстэд
  - Томасин Уайт / Забойщица в документальном фильме My Roanoke Nightmare
- Сара Полсон — Одри Тиндалл и Лана Уинтерс
  - Шелби Миллер в My Roanoke Nightmare
- Куба Гудинг-мл. — Доминик Бэнкс
  - Мэтт Миллер в My Roanoke Nightmare
- Лили Рэйб — Шелби Миллер
- Андре Холланд — Мэтт Миллер
- Денис О’Хэр — Уильям ван Хендерсон
  - Доктор Элиас Каннингем в My Roanoke Nightmare
- Уэс Бентли — Дилан
  - Эмброуз Уайт в My Roanoke Nightmare
- Эван Питерс — Рори Монахан
  - Эдвард Филипп Мотт в My Roanoke Nightmare
- Шайенн Джексон — Сидни Аарон Джеймс
- Анджела Бассетт — Моне Тумусиме
  - Ли Харрис в My Roanoke Nightmare

### Специально приглашённые актёры
- Леди Гага — Ската1
- Фрэнсис Конрой — мама Полк1
- Финн Уиттрок — Джетер Полк
- Трикси Маттел — в роли самой себя

### Второстепенный состав
- Адина Портер — Ли Харрис
- Лесли Джордан — Эшли Гилберт
  - Крикет Марлоу в My Roanoke Nightmare
- Сания Сидни — Флора Харрис1
- Чарльз Малик Уитфилд — Мейсон Харрис1
- Колби Френч — полицейский1
- Майя Роуз Берко — медсестра Миранда Джейн1
- Кристен Рейкс — медсестра Бриджет Джейн1
- Грейди Ли Ричмонд — Ишмаэль Полк1
- Чез Боно — Брайан Уэллс
  - Лот Полк в My Roanoke Nightmare
- Орсон Чаплин — Каин Полк1
- Эстель Эрмансен — Присцилла1
- Билли Сноу — Ретт Сноу

### Приглашённые актёры
- Таисса Фармига — Софи Грин
- Робин Вайгерт — мама Полк
- Джейкоб Артист — Тодд Коннорс
- Джон Басс — Майло
- Эмма Белл — Трейси Логан
- Джеймс Морозини — Боб Киннаман
- Фредерик Колер — Лот Полк

↑ Эти актёры играют своих персонажей лишь в документальном фильме My Roanoke Nightmare.

## Список эпизодов
| № общий | № в сезоне | Название                      | Режиссёр             | Автор сценария            | Дата премьеры    | Произв. код | Зрители США (млн) |
| --- | ---------- | ----------------------------- | -------------------- | ------------------------- | ---------------- | ----------- | ----------------- |
| 64 | 1          | «Первая глава» «Chapter 1»    | Брэдли Букер         | Райан Мёрфи и Брэд Фэлчак | 14 сентября 2016 | 6ATS01      | 5,14              |
| Молодая межрасовая пара на все свои сбережения покупает дом в Северной Каролине и переезжает в него. Однако вскоре их начинают беспокоить паранормальные явления, а всё окружающее их является не тем, чем оно кажется.                                                                                                   |            |                               |                      |                           |                  |             |                   |
| 65 | 2          | «Вторая глава» «Chapter 2»    | Майкл Гой            | Тим Майнир                | 21 сентября 2016 | 6ATS02      | 3,27              |
| Мэтт и Шелби находят загадочную видеозапись в заброшенном погребе. Тем временем, Флора, дочь Ли, знакомится с новым другом, а в доме продолжают происходить загадочные события. |            |                               |                      |                           |                  |             |                   |
| 66 | 3          | «Третья глава» «Chapter 3»    | Дженнифер Линч       | Джеймс Вонг               | 28 сентября 2016 | 6ATS03      | 3,08              |
| Ли, её семья, полиция и добровольцы ведут отчаянные поиски пропавшей Флоры, однако единственным, кто дает призрачную надежду найти девочку живой, оказывается ясновидящий. Тем временем, становится известным настоящее имя Мясника.                                                                                      |            |                               |                      |                           |                  |             |                   |
| 67 | 4          | «Четвёртая глава» «Chapter 4» | Марита Грабяк        | Джон Дж. Грей             | 5 октября 2016   | 6ATS04      | 2,83              |
| Ската впервые открыто показывается людям и даёт знать, что она хочет. Томасин и поселенцы-призраки имеют собственные планы на жильцов и гостей дома. |            |                               |                      |                           |                  |             |                   |
| 68 | 5          | «Пятая глава» «Chapter 5»     | Нельсон Крэгг        | Акела Купер               | 12 октября 2016  | 6ATS05      | 2,82              |
| Миллеры пытаются выбраться из дома при помощи неожиданного союзника, однако, оказавшись в лесу, они попадают прямо в руки семейства Полков. |            |                               |                      |                           |                  |             |                   |
| 69 | 6          | «Шестая глава» «Chapter 6»    | Анджела Бассетт      | Нед Мартел                | 19 октября 2016  | 6ATS06      | 2,48              |
| Продюсер «Моего кошмара в Роаноке» решает запустить второй сезон этого, пользующегося огромным успехом, шоу. По его задумке актеры первого сезона и их прототипы в реальной жизни будут заселены в тот же самый дом в период Кровавой Луны для того, чтобы вынудить Ли признаться в убийстве своего бывшего мужа Мейсона. |            |                               |                      |                           |                  |             |                   |
| 70 | 7          | «Седьмая глава» «Chapter 7»   | Элоди Кин            | Кристал Лью               | 26 октября 2016  | 6ATS07      | 2,62              |
| Паника охватывает обитателей дома, и Одри, Моне и Ли решают оправиться за помощью через секретный подземный тоннель. Тем временем, Шелби узнаёт причину, по которой Мэтт вернулся в дом, а Агнес завершает свою карьеру.                                                                                                  |            |                               |                      |                           |                  |             |                   |
| 71 | 8          | «Восьмая глава» «Chapter 8»   | Гвинет Хордер-Пейтон | Тодд Кубрак               | 2 ноября 2016    | 6ATS08      | 2,20              |
| Ли, Одри и Моне пытаются сбежать от Полков. Тем временем, в доме призраки загоняют Шелби и Доминика в ловушку. |            |                               |                      |                           |                  |             |                   |
| 72 | 9          | «Девятая глава» «Chapter 9»   | Алексис Корисински   | Тим Майнир                | 9 ноября 2016    | 6ATS09      | 2,43              |
| Три фаната «Моего кошмара в Роаноке» решают посетить дом, выбрав для этого самый неподходящий момент. Ли и Одри пытаются вернуть записи, сделанные в доме Полков, а новый союзник оказывается не в состоянии чем-либо им помочь.                                                                                          |            |                               |                      |                           |                  |             |                   |
| 73 | 10         | «Десятая глава» «Chapter 10»  | Брэдли Букер         | Райан Мёрфи и Брэд Фэлчак | 16 ноября 2016   | 6ATS10      | 2,45              |
| После завершения шоу «Три дня в аду» Ли предстаёт перед судом за убийства, а затем соглашается на интервью с Ланой Уинтерс. |            |                               |                      |                           |                  |             |                   |

## История создания

### Разработка
10 ноября 2015 года телеканал FX продлил сериал на шестой сезон, премьера которого состоится 14 сентября 2016 года. В августе 2015 года один из создателей сериала, Райан Мёрфи, рассказал про шестой сезон: «Он будет более мрачным, но менее роскошным, чем пятый сезон („Отель“). Больше разбоя и темноты». В октябре 2015 года, помимо самого пятого сезона, состоялась также премьера видео со съёмок сезона, где Мёрфи сказал, что тема шестого сезона таится в первом сезоне, а также в некоторых других, но изначально он планировал сделать так с седьмым сезоном. В январе 2016 года генеральный директор телеканала FX, Джон Ландграф упомянул о том, что в основном действия шестого сезона будут происходить в настоящем времени, но также будет показано и прошлое. Он также подтвердил, что премьерный эпизод сезона выйдет осенью 2016 года. В конце июня был опубликован первый постер к сезону: чёрный фон, цифра шесть и знак вопроса одновременно, выполненные в красном цвете. 6 июля было официально заявлено, что премьера первого эпизода сезона состоится 14 сентября 2016 года на FX.

### Кастинг
В октябре 2015 Мёрфи сообщил, что попросил актрису и певицу Леди Гагу, сыгравшую в пятом сезоне, вернуться в шестой, но не ожидал от неё быстрого ответа. 4 марта 2016 года Леди Гага подтвердила своё участие в шестом сезоне. Актриса Эмма Робертс, сыгравшая в третьем сезоне «Шабаш», рассказала, что она разговаривала с Мёрфи о её «дьявольской» роли в предстоящем сезоне. В феврале 2016 года актриса Анджела Бассетт подтвердила своё возвращение в шестой сезон в интервью для программы «Larry King Now». В марте 2016 года состоялся фестиваль Paley Fest, куда Мёрфи пригласил Кэти Бейтс, Денис О’Хэр, Сару Полсон, Финна Уиттрока, Шайенна Джексона, Уэса Бентли и Мэтта Бомера. Все актеры, присутствующие на фестивале, вернутся в шестой сезон. Мёрфи также разгласил, что в шестом сезоне будут задействованы дети, так как ему понравилось с ними работать в пятом сезоне, хоть это было и трудно. В мае 2016 года актриса Джессика Лэнг, сыгравшая в первых четырёх сезонах главные роли, заявила в интервью Чарли Роузу, что не вернется в шестой и следующие сезоны сериала, сказав: «Я посвятила этому четыре года, четыре сезона. Каждый год дарил мне потрясающие роли. Всё менялось от сезона к сезону, делая мою работу ещё интереснее…но нет. Иногда ты подходишь к завершению чего-то, и делать это нужно естественным путем». В июне 2016 года актёр Лесли Джордан, сыгравший в третьем сезоне «Шабаш», вернется в шестой. Позднее, в этом же месяце, Бомер, Джексон и Эван Питерс официально подтвердили своё возвращение в сезон. Недавно так же стало известно, что в сезоне примет участие Таисса Фармига, игравшая ранее в первом и третьем сезонах.

### Съёмки
В марте телеканал получил крупный кредит на съёмки сезона в Лос-Анджелесе, штат Калифорния. Съёмки шестого сезона начались в Лос-Анджелесе, в июне 2016 года. Позже было заявлено, что актриса Анджела Бассетт станет режиссёром одного из эпизодов сезона. 1 августа 2016 года сайт TMZ опубликовал снимки с предположительного места съёмок шестого сезона — место на острове Кроатон (рядом с островом Роанок), где проживало одноимённое индейское племя, бесследно пропавшее между 1587 и 1590 годами. Позже, TMZ опубликовало фотографии дома в лесу штата Калифорния. По сообщениям сайта, дом был специально построен для съёмок в колониальном стиле.